# Francisco Kalbuadi Lay

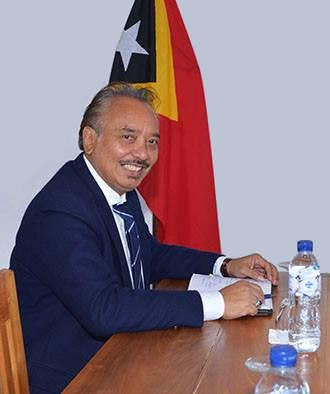
Francisco Kalbuadi Lay (2015)

Francisco (Chico) Kalbuadi Lay (* 7. Februar 1954 in Portugiesisch-Timor) ist ein osttimoresischer Politiker und Sportfunktionär. Er ist Mitglied der Partei Congresso Nacional da Reconstrução Timorense (CNRT).

## Werdegang
Francisco wurde vom indonesischen General Dading Kalbuadi adoptiert, woraufhin er dessen Nachnamen annahm. 1991 war Lay Vorsitzender des osttimoresischen Zweiges der indonesischen Jugendorganisation Komite Nasional Pemuda Indonesia (KNPI). Mehrere Jahre war er Informant des Satuan Gabungan Intelijen (SGI, der Geheimdienst der Kopassus).
Lay erhielt den Auftrag von Siti Hardiyanti ‘Tutut’ Rukmana, der Tochter des indonesischen Diktators Suharto, ihre Tiara Foundation in Dili zu vertreten. Die Tiara Foundation rekrutierte junge Osttimoresen für die Arbeit in indonesischen Fabriken, die dem Suharto-Clan gehörten. Laut Mário Carrascalão und Bischof Ximenes Belo sollen so 800 Personen nach Indonesien gebracht, wo sie unterbezahlt arbeiteten. Viele sollen eines unnatürlichen Todes gestorben sein. Lay musste vor einigen dieser Opfer eine Zeit lang aus Osttimor fliehen. Nach seiner Rückkehr arbeitete er für Domingos Soares als Manager einer staatlich-geschützte Glücksspielgesellschaft in Tasitolu. Dort wurde Lay gefeuert, weil er Geld veruntreut haben soll. Unerwartet wurde er von Bischof Belo als Manager der Don Carlos Foundation der Diözese Dili eingestellt. 1999 begleitete Lay Belo als Vertrauter auf eine Reise nach Australien. Seitdem galt er als Anhänger der Unabhängigkeitsbewegung Osttimors.
Von 2001 bis 2007 war Lay Abgeordneter der Verfassunggebenden Versammlung (ab 2002 Nationalparlaments Osttimors) für die Partei FRETILIN. Im Parlament war er Präsident der Wirtschafts- und Finanzkommission.
Wie bereits 2007 war Lay bei den Parlamentswahlen in Osttimor 2012 Präsident des Komitees für politische Kampagnen des CNRT. Ab dem 8. August 2012 war Lay Tourismusminister Osttimors, ab dem 16. Februar 2015 wurde das Amt offiziell auch Minister für Tourismus, Kunst und Kultur genannt.

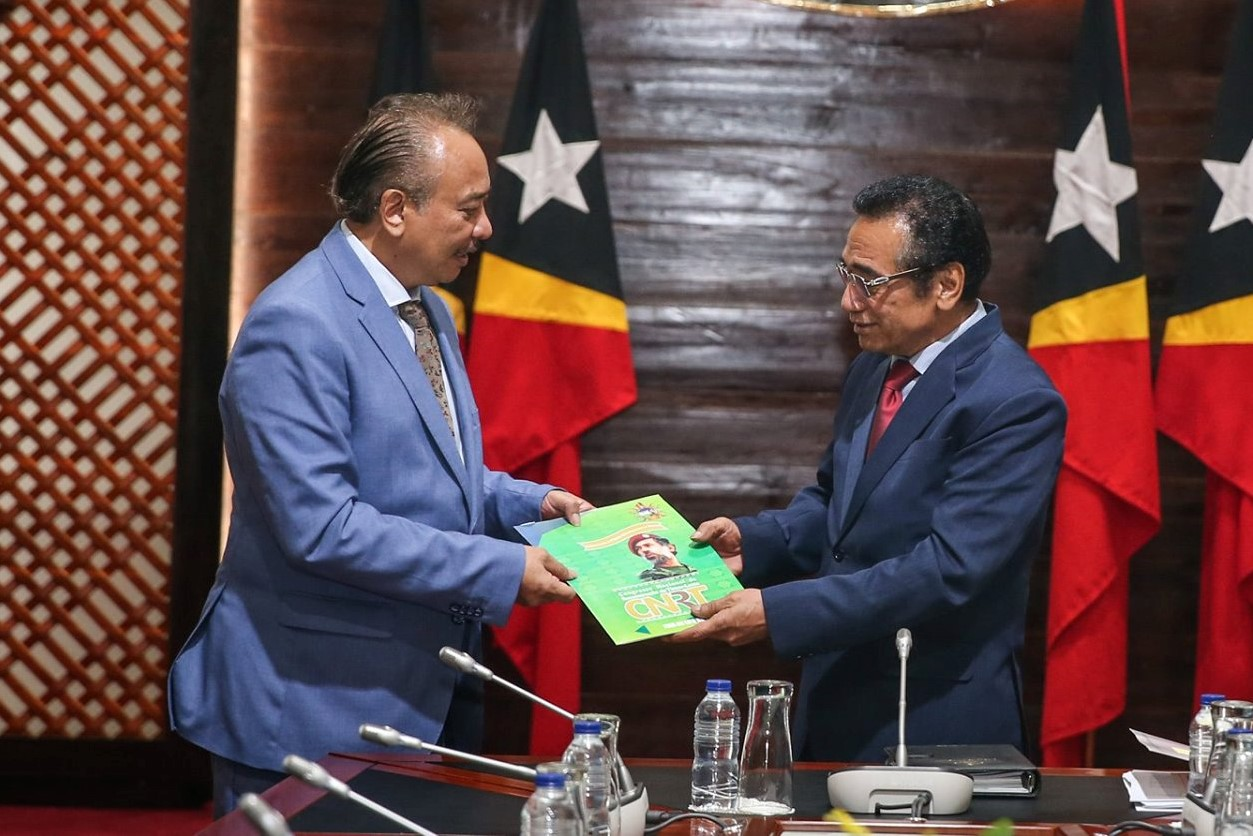
Francisco Kalbuadi Lay (links) und Staatspräsident Francisco Guterres (2020)

2017 konnte sich Lay auf dem Parteikongress des CNRT bei der Wahl des Generalsekretärs gegen Amtsinhaber Dionísio Babo durchsetzen. Bei den Parlamentswahlen in Osttimor 2017 gelang Lay auf Listenplatz 5 des CNRT der Einzug in das Parlament, doch verzichtete er am 6. September 2017, dem zweiten Sitzungstag auf sein Abgeordnetenamt. Da der CNRT nach den Wahlen in die Opposition ging, verlor Lay sein Ministeramt.
Nach der Auflösung des Parlaments trat Lay bei den Neuwahlen am 12. Mai 2018 auf Listenplatz 4 der Aliança para Mudança e Progresso (AMP) an, zu der auch der CNRT gehört, und zog erneut in das Parlament ein. Für die VIII. konstitutionelle Regierung wurde Lay als Minister für Handel, Industrie, Umwelt und Tourismus nominiert, Staatspräsident Francisco Guterres lehnte ihn aber aufgrund Lays Verwicklungen in den FIFA-Korruptionsskandal.
Bei den Parlamentswahlen 2023 erhielt Lay erneut Platz 2 auf der Liste des CNRT und einen Sitz im Nationalparlament. Lay verzichtete aber gleich in der ersten Sitzung auf sein Mandat, da er am 1. Juli zum stellvertretenden Premierminister, koordinierender Minister für Wirtschaft und Minister für Tourismus und Umwelt vereidigt wurde.

## Sportfunktionär
Im Jahr 2000 wurde die Federação Futebol Timor-Leste (FFTL) gegründet. Lay wurde ihr erster Präsident. 2007 beanspruchte Pedro Miguel Carrascalão, Gründer des Carsae FC das Amt. Er sei von einem Kongress gewählt worden. Lay und andere Funktionäre ignorierten aber das Ergebnis und erklärten den Kongress für illegal. Es bestehen Vorwürfe, dass Lay in der Korruptionsaffäre um das katarische FIFA-Mitglied Mohamed bin Hammam verstrickt war. Lay soll als Präsident der FFTL 50.000 US-Dollar erhalten haben. Später folgte ein Skandal um 24 Brasilianer, die in Osttimor eingebürgert wurden, um für das südostasiatische Land zu spielen. Osttimor wurde daher als Strafe für internationale Turniere gesperrt. Schließlich übernahm Osório Costa provisorisch das Amt des FFTL-Präsidenten, bis am 24. Februar 2018 Francisco Jerónimo zum neuen FFTL-Präsidenten gewählt wurde.
Am 18. November 2013 wurde Lay zum Generalsekretär des Nationalen Olympischen Komitees (Comité Olímpico Nacional de Timor-Leste CONTL) gewählt. Die letzte Wiederwahl fand am 16. Januar 2018 statt.

## Sonstiges
Lay gehört zur Hakka-chinesischen Minderheit in Osttimor. Sein Bruder Pedro Lay war von 2007 bis 2015 Minister für Infrastruktur, beziehungsweise für Transport und Kommunikation.